# Cherianella rachuela
Cherianella rachuela är en stekelart som beskrevs av John M. Heraty 2002. Cherianella rachuela ingår i släktet Cherianella och familjen Eucharitidae.
Artens utbredningsområde är Zimbabwe. Inga underarter finns listade i Catalogue of Life.